# Merrily We Roll Along (comédie musicale)
Pour les articles homonymes, voir Merrily We Roll Along.
Merrily We Roll Along est une comédie musicale américaine de 1981 avec la musique et les paroles de Stephen Sondheim, et un livret de George Furth. Il est basé sur la pièce de 1934 du même nom de George S. Kaufman et Moss Hart.
Merrily a été créée à Broadway le 16 novembre 1981, dans une production mise en scène par Harold Prince, collaborateur fréquent de Sondheim, et mettant en vedette une distribution presque exclusivement d'adolescents et de jeunes adultes. Cependant, le spectacle n'a pas connu le succès des précédentes collaborations Sondheim/Prince : après une série chaotique de représentations en avant-première, le spectacle a été ouvert à des critiques largement négatives et a finalement été clôturé après une série de 16 représentations et 52 avant-premières.
Cependant, dans les années qui ont suivi, le spectacle a été largement réécrit et a bénéficié de plusieurs productions notables, dont une reprise Off-Broadway en 1994 et une première à Londres en 2000 qui a remporté le Laurence Olivier Award de la meilleure nouvelle comédie musicale.

## Synopsis
Le spectacle raconte l'histoire de trois amis et comment leur vie et leur amitié ont changé en vingt ans ; il se concentre particulièrement sur Franklin Shepard, un compositeur de comédies musicales autrefois talentueux qui, au cours de ces vingt années, abandonne ses amis et sa carrière de compositeur pour devenir producteur de films hollywoodiens. À l'image de la pièce de théâtre sur laquelle il est basé, l'histoire du spectacle recule dans le temps. Cela commence en 1976 et remonte progressivement jusqu'en 1957.

## Contexte et production originale
L'idée de Merrily We Roll Along est née d'une suggestion de la femme de Harold Prince, Judy, qu'il fasse un spectacle sur les adolescents ; finalement, il décide qu'une version musicale de la pièce Merrily We Roll Along de George S. Kaufman/Moss Hart de 1934 serait un bon choix, et quand il appelle Stephen Sondheim à propos de l'idée, ce dernier lui dit oui par téléphone.
La pièce originale racontait l'histoire de Richard Niles, qui s'est révélé lors de la soirée d'ouverture de sa dernière pièce [en 1934] être un dramaturge prétentieux de comédies légères à succès, mais oubliables, et, au cours de la pièce, a progressivement remonté le temps jusqu'à ce l'époque de sa remise de diplôme universitaire [en 1916], citant avec toute la ferveur d'une jeunesse idéaliste les paroles de Polonius : « Ceci par-dessus tout, pour toi-même soit vrai ». La pièce concernait, globalement, trois amis, leurs ambitions artistiques, le prix de la gloire et les changements de la société américaine de la Première Guerre mondiale à la grande dépression.
Pour l'adaptation musicale, l'histoire a été déplacée pour se dérouler entre 1955 et 1980, et les personnages ont été modifiés : Richard Niles, dramaturge, était désormais Franklin Shepard, compositeur ; Jonathan Crale, peintre, était maintenant Charley Kringas, parolier et dramaturge et Julia Glenn, une romancière, était maintenant Mary Flynn, une journaliste et critique.
George Furth a été amené à écrire le livret de la comédie musicale (c'est-à-dire son script). Dans le cadre de l'idée originale de faire un spectacle sur les adolescents, Prince a pris la décision de tourner le spectacle entièrement avec des adolescents et jeunes adultes, qui joueraient leurs personnages à la fois dans la jeunesse et dans la cinquantaine.
La conception de la production du spectacle était également influencée par cette notion : le décor se composait d'un groupe de gradins mobiles, bordés de casiers, et d'un écran sur lequel des images seraient projetées pour définir l'ambiance et la période. L'idée originale de Prince pour la mise en scène avait été de n'avoir aucun paysage, mais plutôt des portants de vêtements, mais cela a été rejeté en raison de la perception de ce que le public de Broadway, payant les prix de Broadway, accepterait d'un spectacle.
La partition de Sondheim était un mélange de traditionnel et de non conventionnel. Dans leur forme et leur son de base, les chansons ont été écrites dans le style de la musique traditionnelle des spectacles de Broadway des années 1950. Cependant, la partition a également été écrite pour incarner la structure à l'envers du spectacle dans son utilisation et la répétition de certaines sections de la musique. Par exemple, "Not a Day Goes By" est d'abord entendu dans sa "reprise", chanté amèrement par la femme de Frank Beth après leur divorce, avant d'être entendu dans sa forme "originale" à la fin du deuxième acte, chanté par Frank et Beth quand ils se marient. De plus, "Good Thing Going" est progressivement déconstruit tout au long de la comédie musicale avant d'atteindre sa forme finale - mais "initiale" - vers la fin du spectacle, en tant que "Who Wants to Live in New York?" Cette technique était parfois utilisée, dit Sondheim, pour montrer comment "La partition de Merrily a été l'une des plus difficiles de sa carrière à écrire.
Les essais, commençant le 8 octobre 1981, ont été mal reçus par le public. Ce 21 octobre, le New York Times a rapporté que l'acteur principal d'origine, James Weissenbach, avait été remplacé par Jim Walton et que l'ouverture de Broadway avait été reportée. Field a été remplacé par le chorégraphe Larry Fuller,. L'ouverture est repoussée une seconde fois, du 9 au 16 novembre 1981.
La production de Broadway, mise en scène par Prince et chorégraphiée par Fuller, a débuté le 16 novembre 1981 au Alvin Theatre. Le spectacle a été ouvert à des critiques majoritairement négatives. Alors que la partition a été largement saluée, les critiques et le public ont estimé que le livret était problématique et que les thèmes laissaient un goût amer dans leur bouche. Entravé par les nombreuses critiques publiées avant son ouverture officielle, ainsi que par des critiques plus négatives publiées par la suite, il a duré 16 représentations et 52 avant-premières.
Dans sa critique du New York Times, Frank Rich a écrit : « Comme nous devrions probablement tous l'avoir appris maintenant, être un fan de Stephen Sondheim, c'est avoir le cœur brisé à intervalles réguliers. » Clive Barnes a écrit : « Quoi que vous en ayez entendu parler, allez le voir par vous-mêmes. C'est une comédie musicale bien trop bonne pour être jugée par ces deux tribunaux kangourous de bouche à oreille et de consensus critique. »
Le casting comprenait Jim Walton (Franklin Shepard), Lonny Price (Charley Kringas), Ann Morrison (Mary), Terry Finn (Gussie), Jason Alexander (Joe), Sally Klein (Beth), Geoffrey Horne (Franklin Shephard 43 ans), David Loud (Ted), Daisy Prince (Meg), Liz Callaway (serveuse de boîte de nuit), Tonya Pinkins (Gwen), Abby Pogrebin (Evelyn) et Giancarlo Esposito (adjudant). Judith Dolan a conçu des costumes.
Le public avait du mal à suivre ce qui se passait dans l'histoire. Par conséquent, les acteurs ont tous fini par porter des sweat-shirts avec les noms de leurs personnages,,,.

## Productions
Au fil des ans, avec la permission de Furth et Sondheim, la comédie musicale a été mise en scène avec de nombreux changements. Sondheim a contribué à de nouvelles chansons, notamment "Growing Up", ajoutée à la production de La Jolla 1985,.

### Off-Broadway
Une reprise « simplifiée » d'Off-Broadway, mise en scène par Susan H. Schulman, a débuté le 26 mai 1994 au York Theatre de l'église St. Peter, où elle a duré 54 représentations. Le casting comprenait Malcolm Gets dans le rôle de Franklin Shepard, Adam Heller dans le rôle de Charley Kringas et Amy Ryder dans le rôle de Mary Flynn. Un enregistrement est sorti chez Varèse Sarabande,.
Un autre revival Off-Broadway, mis en scène par Noah Brody avec une chorégraphie de Lorin Latarro, a commencé le 12 janvier 2019, ouverture le 19 février et initialement prévu jusqu'au 7 avril 2019 (prolongé jusqu'au 14 avril 2019), par la compagnie résidente du Roundabout Theatre, Théâtre Fiasco, au Théâtre Laura Pels. La distribution réduite comprend Manu Narayan, Brittany Bradford, Jessie Austrian, Ben Steinfeld, Paul L. Coffey et Emily Young.

### San Diego et Washington DC
Une production mise en scène par James Lapine a ouvert le 16 juin 1985 à San Diego de La Jolla Playhouse, où il été joué 24 fois. Le casting comprenait John Rubinstein dans le rôle de Franklin Shepard, Chip Zien dans le rôle de Charley Kringas, Marin Mazzie dans le rôle de Beth et Heather MacRae dans le rôle de Mary Flynn.
Une production Arena Stage, mise en scène par Douglas C. Wager et chorégraphiée par Marcia Milgrom Dodge, a débuté le 30 janvier 1990 au Kreeger Theatre de Washington, où elle a duré un peu plus de deux mois. Le casting comprenait Victor Garber, David Garrison, Becky Ann Baker et comme à San Diego Marin Mazzie dans le rôle de Beth.

### Royaume-Uni
La première britannique de Merrily We Roll Along a eu lieu à la Guildhall School of Music and Drama le 11 mai 1983. La première production professionnelle au Royaume-Uni a été réalisée par la Library Theatre Company à Manchester en 1984, mise en scène par Howard Lloyd Lewis et chorégraphiée par Paul Kerryson.
Paul Kerryson a mise en scène une production du spectacle au Haymarket Theatre de Leicester avec des orchestrations de Jonathan Tunick et une direction musicale de Julian Kelly. La production a débuté le 14 avril 1992 avec une distribution comprenant Michael Cantwell dans le rôle de Frank, Maria Friedman dans le rôle de Mary et Evan Pappas dans le rôle de Charlie. Un enregistrement de distribution de la production est sorti en 1994. Le spectacle a finalement reçu sa première dans le West End au Donmar Warehouse de Londres le 11 décembre 2000 dans une production mise en scène par Michael Grandage, pour 71 représentations après huit avant-premières. Le casting était dirigé par Julian Ovenden dans le rôle de Frank, Samantha Spirocomme Mary et Daniel Evans comme Charley. Spiro et Evans ont reçu des Laurence Olivier Awards pour leurs performances, et la production a reçu l'Olivier de la meilleure comédie musicale.
La production de Karen Hebden pour Derby Playhouse en mai 2007 mettait en vedette Glyn Kerslake dans le rôle de Frank, Glenn Carter dans le rôle de Charley, Eliza Lumley dans le rôle de Mary et Cheryl McAvoy dans le rôle de Beth.
Maria Friedman a mis en scène une reprise de la comédie musicale à la Menier Chocolate Factory de Londres, qui a ouvert ses portes le 28 novembre 2012 et transférée au Harold Pinter Theatre dans le West End le 1er mai 2013. Les acteurs principaux de cette production étaient Mark Umbers, Jenna Russell et Damian Humbley. La reprise a remporté le prix Peter Hepple de la meilleure comédie musicale dans le cadre des Critics' Circle Theatre Awards de 2012. Il a été filmé et diffusé dans certains cinémas en 2013.

### Concert réunion
La distribution originale de Broadway s'est réunie pour mettre en scène une version concert du spectacle pour une nuit le 30 septembre 2002, en présence de Sondheim et de Prince,.

### Encores!
Une reprise a été mise en scène dans le cadre de la programmation Encores! à New York et s'est déroulée du 8 février 2012 au 19 février. Cette production a été mise en scène par James Lapine et mettait en vedette Colin Donnell dans le rôle de Franklin Shepard, Celia Keenan-Bolger dans le rôle de Mary Flynn, Lin-Manuel Miranda dans le rôle de Charley, Elizabeth Stanley dans le rôle Gussie Carnegie et Betsy Wolfe dans le rôle de Beth. Cette version incorporait des modifications effectuées pour la production de 1985 à La Jolla Playhouse et les productions de 1990 et 1994. De nombreux membres de la production originale ont été invités à y assister le 14 février et ont rejoint les acteurs et Stephen Sondheim sur scène après la représentation pour chanter "Old Friends".

### 2022 Off-Broadway / 2023 Renouveau de Broadway
Une reprise Off-Broadway, mise en scène par Maria Friedman et basée sur sa mise en scène antérieure à la Chocolaterie Menier, s'est déroulée au New York Theatre Workshop du 21 novembre 2022 au 22 janvier 2023, avec Jonathan Groff dans le rôle de Frank, Daniel Radcliffe dans le rôle de Charley, Lindsay Mendez dans le rôle de Mary, Krystal Joy Brown dans le rôle de Gussie, Katie Rose Clarke dans le rôle de Beth et Reg Rogers dans le rôle de Joe. En septembre 2023, la production a été transférée à Broadway pour un engagement limité au Hudson Theatre, les six acteurs principaux reprenant leurs rôles. Les avant-premières ont commencé le 19 septembre 2023 avec une soirée d'ouverture le 10 octobre. C'est la première fois que Merrily We Roll Along est joué à Broadway depuis la production originale de 1981. Au cours de sa première semaine d'avant-premières, le spectacle a battu le record au Hudson Theatre et a joué à guichets fermés, rapportant plus de 1,3 million de dollars. Le 5 décembre 2023, il a été annoncé que la production se prolongerait jusqu'au 7 juillet 2024 avec le casting original.

## Numéraux musicaux

### Broadway (1981)
La production originale de Broadway de 1981.
| Acte I - "The Hills of Tomorrow" - La troupe - "Merrily We Roll Along" – La troupe - "Rich and Happy" – Franklin Shepard et les invités - "Merrily We Roll Along" – La troupe - "Old Friends" - Mary, Charley - "Like It Was" – Mary - "Franklin Shepard, Inc." – Charley Kringas - "Merrily We Roll Along," (Reprise) – La troupe - "Old Friends" (Reprise) – Franklin, Charley et Mary - "Merrily We Roll Along" (Reprise) – La troupe - "Not a Day Goes By" – Franklin - "Now You Know" – Mary et la troupe | Acte II - "It's a Hit!" – Franklin, Mary, Charley et Joe - "Merrily We Roll Along" (Reprise) – La troupe - "Good Thing Going" – Charley et Franklin - "Merrily We Roll Along" (Reprise) – La troupe - "Bobby and Jackie and Jack" – Charley, Beth, Franklin et Ted - "Not a Day Goes By" (Reprise) – Franklin et Mary - "Opening Doors" – Franklin, Charley, Mary, Joe et Beth - "Our Time" – Franklin, Charley, Mary et la troupe - "The Hills of Tomorrow" (Reprise) – La troupe |

### Off-Broadway revival (1994)
Reprise Off-Broadway de 1994 au York Theatre, qui est restée la version produite depuis.
| Acte I - Overture – Orchestre - "Merrily We Roll Along" – La troupe - "That Frank" – Franklin Shepard, Mary Flynn et les invités - "First Transition" – La troupe - "Old Friends" (Part I) – Mary et Charley Kringas - "Like It Was" – Mary - "Franklin Shepard, Inc." – Charley - "Second Transition" – La troupe - "Old Friends" (Part II) – Mary, Franklin and Charley - "Growing Up" – Franklin et Gussie - "Third Transition" – La troupe - "Not a Day Goes By" – Beth - "Now You Know" – Mary et la troupe | Acte II - Entr'acte – Orchestre - "Act Two Opening" – Gussie - "It's a Hit" – Franklin, Charley, Mary, Joe et Beth - "Fourth Transition" – La troupe - "The Blob" – Gussie et la troupe - "Growing Up" (Part II) – Gussie - "Good Thing Going" – Charley - "The Blob" (Part II) – La troupe - "Fifth Transition" – La troupe - "Bobby and Jackie and Jack" – Charley, Beth, Franklin et le pianiste - "Not a Day Goes By" (Reprise) – Beth, Franklin et Mary - "Sixth Transition" – La troupe - "Opening Doors" – Franklin, Charley, Mary, Joe et Beth - "Seventh Transition" – Franklin Shepard Jr., Beth et Mrs. Spencer - "Our Time" – Franklin, Charley, Mary et la troupe - Exit Music – Orchestre |

## Adaptation cinématographique
En 2019, il a été annoncé que Richard Linklater tournerait une adaptation de la comédie musicale. Comme le film Boyhood de Linklater en 2014, il sera tourné pendant plus d'une décennie, permettant aux acteurs de vieillir avec leurs personnages. Ben Platt, Blake Jenner et Beanie Feldstein jouent respectivement Charley Kringas, Franklin Shepard et Mary Flynn.

## Récompenses et nominations

### Production originale de Broadway
| Année | Récompense          | Catégorie           | Nomination       | Résultat   |
| ----- | ------------------- | ------------------- | ---------------- | ---------- |
| 1982  | Tony Award          | Best Original Score | Stephen Sondheim | Nomination |
| 1982  | Drama Desk Award    | Outstanding Music   | Stephen Sondheim | Nomination |
| 1982  | Drama Desk Award    | Outstanding Lyrics  | Stephen Sondheim | Lauréat    |
| 1982  | Theatre World Award | Theatre World Award | Ann Morrison     | Lauréat    |

### Production Off-Broadway  (1994)
| Année | Récompense       | Catégorie                      | Nomination          | Résultat   |
| ----- | ---------------- | ------------------------------ | ------------------- | ---------- |
| 1995  | Drama Desk Award | Outstanding Musical            | Outstanding Musical | Nomination |
| 1995  | Drama Desk Award | Outstanding Actor in a Musical | Malcolm Gets        | Nomination |

### Production originale de Londres
| Année | Récompense             | Catégorie                  | Nomination       | Résultat   |
| ----- | ---------------------- | -------------------------- | ---------------- | ---------- |
| 2001  | Laurence Olivier Award | Best New Musical           | Best New Musical | Lauréat    |
| 2001  | Laurence Olivier Award | Best Actor in a Musical    | Daniel Evans     | Lauréat    |
| 2001  | Laurence Olivier Award | Best Actress in a Musical  | Samantha Spiro   | Lauréat    |
| 2001  | Laurence Olivier Award | Best Theatre Choreographer | Peter Darling    | Nomination |

### Production londonienne (2012)
| Année | Récompense                    | Catégorie    | Nomination   | Résultat |
| ----- | ----------------------------- | ------------ | ------------ | -------- |
| 2012  | Critics' Circle Theatre Award | Best Musical | Best Musical | Lauréat  |

#### 2013 West End production
| Année | Récompense                     | Catégorie                         | Nomination           | Résultat          |
| ----- | ------------------------------ | --------------------------------- | -------------------- | ----------------- |
| 2013  | Evening Standard Theatre Award | Best Musical                      | Best Musical         | Lauréat           |
| 2014  | Laurence Olivier Awards        | Best Musical Revival              | Best Musical Revival | Lauréat           |
| 2014  | Laurence Olivier Awards        | Best Actress in a Musical         | Jenna Russell        | Nomination        |
| 2014  | Laurence Olivier Awards        | Best Supporting Role in a Musical | Josefina Gabrielle   | Nomination        |
| 2014  | Laurence Olivier Awards        | Best Director                     | Maria Friedman       | Nomination        |
| 2014  | Laurence Olivier Awards        | Best Sound Design                 | Gareth Owen          | Lauréat (ex-æquo) |
| 2014  | Laurence Olivier Awards        | Best Costume Design               | Soutra Gilmour       | Nomination        |
| 2014  | Laurence Olivier Awards        | Outstanding Achievement in Music  | L'orchestre          | Nomination        |

#### 2022 Off-Broadway revival
| Année | Récompense                   | Catégorie                                                 | Nommé(e)                                              | Résultat   |
| ----- | ---------------------------- | --------------------------------------------------------- | ----------------------------------------------------- | ---------- |
| 2023  | Drama Desk Awards            | Outstanding Revival of a Musical                          | Outstanding Revival of a Musical                      | Nomination |
| 2023  | Drama Desk Awards            | Outstanding Lead Performance in a Musical                 | Jonathan Groff                                        | Nomination |
| 2023  | Drama Desk Awards            | Outstanding Lead Performance in a Musical                 | Lindsay Mendez                                        | Nomination |
| 2023  | Drama Desk Awards            | Outstanding Featured Performance in a Musical             | Daniel Radcliffe                                      | Nomination |
| 2023  | Drama Desk Awards            | Outstanding Director of a Musical                         | Maria Friedman                                        | Nomination |
| 2023  | Lucille Lortel Awards        | Outstanding Revival                                       | Outstanding Revival                                   | Nomination |
| 2023  | Lucille Lortel Awards        | Outstanding Lead Performer in a Musical                   | Lindsay Mendez                                        | Nomination |
| 2023  | Lucille Lortel Awards        | Outstanding Featured Performer in a Musical               | Krystal Joy Brown                                     | Nomination |
| 2023  | Lucille Lortel Awards        | Outstanding Featured Performer in a Musical               | Reg Rogers                                            | Nomination |
| 2023  | Outer Critics Circle Awards  | Outstanding Revival of a Musical (On ou Off-Broadway)     | Outstanding Revival of a Musical (On ou Off-Broadway) | Nomination |
| 2023  | Outer Critics Circle Awards  | Outstanding Lead Performer in an Off-Broadway Musical     | Jonathan Groff                                        | Lauréat    |
| 2023  | Outer Critics Circle Awards  | Outstanding Featured Performer in an Off-Broadway Musical | Lindsay Mendez                                        | Lauréat    |
| 2023  | Outer Critics Circle Awards  | Outstanding Featured Performer in an Off-Broadway Musical | Daniel Radcliffe                                      | Nomination |
| 2023  | Outer Critics Circle Awards  | Outstanding Director of a Musical                         | Maria Friedman                                        | Nomination |
| 2023  | Outer Critics Circle Awards  | Outstanding Orchestrations                                | Jonathan Tunick                                       | Nomination |
| 2023  | Off-Broadway Alliance Awards | Outstanding Revival of a Musical                          | Outstanding Revival of a Musical                      | Lauréat    |

### 2023 Broadway revival
| Année | Récompense                            | Catégorie                          | Nommé(e)                         | Résultat   |
| ----- | ------------------------------------- | ---------------------------------- | -------------------------------- | ---------- |
| 2024  | Drama League Awards                   | Outstanding Revival of a Musical   | Outstanding Revival of a Musical | Lauréat    |
| 2024  | Drama League Awards                   | Outstanding Direction of a Musical | Maria Friedman                   | Lauréat    |
| 2024  | Drama League Awards                   | Distinguished Performance          | Jonathan Groff                   | Nomination |
| 2024  | Drama League Awards                   | Distinguished Performance          | Lindsay Mendez                   | Nomination |
| 2024  | Drama League Awards                   | Distinguished Performance          | Daniel Radcliffe                 | Nomination |
| 2024  | Tony Awards                           | Best Revival of a Musical          | Best Revival of a Musical        | Lauréat    |
| 2024  | Tony Awards                           | Best Actor in a Musical            | Jonathan Groff                   | Lauréat    |
| 2024  | Tony Awards                           | Best Featured Actor in a Musical   | Daniel Radcliffe                 | Lauréat    |
| 2024  | Tony Awards                           | Best Featured Actress in a Musical | Lindsay Mendez                   | Nomination |
| 2024  | Tony Awards                           | Best Direction of a Musical        | Maria Friedman                   | Nomination |
| 2024  | Tony Awards                           | Best Sound Design of a Musical     | Kai Harada                       | Nomination |
| 2024  | Tony Awards                           | Best Orchestrations                | Jonathan Tunick                  | Lauréat    |
| 2024  | New York Drama Critics' Circle Awards | Special Citation                   | Special Citation                 | Lauréat    |